# Lakhta Center 2
 (mai 2021).
Si vous disposez d'ouvrages ou d'articles de référence ou si vous connaissez des sites web de qualité traitant du thème abordé ici, merci de compléter l'article en donnant les références utiles à sa vérifiabilité et en les liant à la section « Notes et références ».
Lakhta Center 2 est un concept architectural de la construction d'un gratte-ciel à Saint-Pétersbourg, présenté le 25 mai 2021. La hauteur du bâtiment devrait être de 703 mètres et le plus haut étage résidentiel sera situé à un record de 590 mètres.